# Nueva Sion
Nueva Sion es un periódico comunitario judío editado en Buenos Aires, Argentina. Fue fundado en marzo de 1948 por integrantes del partido político comunitario Mapam (afiliado al partido homónimo israelí) para representar una postura sionista y socialista dentro de la comunidad judía argentina. Tanto Mapam como Nueva Sion están vinculados mundialmente al movimiento juvenil judío Hashomer Hatzair, fundado en Polonia en 1913.
El nombre "Nueva Sion" se vincula con la inminente creación de un Estado judío, evento que finalmente aconteció dos meses después, el 14 de mayo de 1948 con la Declaración de independencia de Israel anunciada por David Ben-Gurión.
Los primeros redactores fueron, Nissim Elnecavé, León S. Pérez, Abrasha Rotenberg, Natalio Trainin y Jacobo Timerman. Nueva Sion se ha posicionado a lo largo de las décadas como un foro periodístico cultural, albergando grandes plumas del periodismo y de la intelectualidad judía argentina. Desde esta plataforma, se ha comprometido activamente por la paz entre árabes e israelíes, y se ha involucrado en los sucesos políticos más significativos tanto de Argentina como de Israel y el Mundo. 
En 1983, con la vuelta de la democracia, luego de seis años de inactividad, censura y proscripción, Nueva Sion retomó sus actividades, motivado por el espíritu de abordar la realidad trascendiendo los conceptos sobre el conflicto árabe-israelí y a la vez sosteniendo una mirada crítica del contexto nacional.  
En los años 90, en el contexto de los atentados contra la embajada de Israel, en 1992, y contra la AMIA, en 1994, las páginas de Nueva Sion mostraron un fuerte impulso en la búsqueda de justicia y esclarecimiento. 
El periódico tiene una tirada continua desde su fundación, exceptuando el período de la última dictadura militar, y cuenta hoy con una edición impresa trimestral y un sitio web: http://www.nuevasion.com.ar/. En la actualidad es el único periódico de la comunidad judía argentina que se define a sí mismo como laico, humanista y progresista. Es un referente de la comunidad judía argentina pluralista y su entramado con la sociedad, con una impronta distintiva y progresista, de análisis profundo, abordaje cultural, y compromiso con la paz en Oriente Medio y la democracia en Argentina y América Latina. Sus artículos cubren temas vinculados a la comunidad judía local, y la política y sociedad argentina, con especial acento en la investigación de los atentados contra la embajada de Israel, en 1992, y contra el edificio de la AMIA en 1994, así como la realidad israelí y de Oriente Medio.